# Trepa
Trepa (llamada oficialmente Santa María de Fumaces e A Trepa) es una parroquia y un lugar del municipio español de Riós, en la provincia de Orense, Galicia.

## Toponimia
La parroquia también es conocida por los nombres de Santa María da Trepa y Santa María de Trepa.

## Organización territorial
La parroquia está formada por tres entidades de población:
- Fumaces
- San Cristóbal (San Cristovo)
- Trepa (A Trepa)

## Demografía

### Parroquia
| Gráfica de evolución demográfica de Trepa (parroquia) entre 2000 y 2023 |
|                                                                         |
| Datos según el nomenclátor publicado por el INE.                        |

### Lugar
| Gráfica de evolución demográfica de Trepa (lugar) entre 2000 y 2023 |
|                                                                     |
| Datos según el nomenclátor publicado por el INE.                    |

## Festividades
En Trepa se celebra la romería más importante del municipio y una de las más importantes de la comarca de Verín. Se celebra el día 15 de septiembre en honor de Santa María, pero desde el día 6 del mismo mes ya se realiza una novena todas las noches a la que acuden muchos fieles.